# 司马坡岛
司马坡岛是在中国海南省海口市南渡江的一个岛屿。它的面积有1.134 平方公里。这座岛位于琼州大桥以南约50米，南渡江铁桥以北5公里。它将以体育设施为重点进行开发，包括一个体育公园和高尔夫球场，还会在岛上建造花园式酒店和几家酒吧。